# Esquí de fons als Jocs Olímpics d'hivern de 1952 - relleus 4x10 quilòmetres masculins
Als Jocs Olímpics d'Hivern de 1952 celebrats a la ciutat d'Oslo (Noruega) es disputà una prova de relleus 4x10 quilòmetres d'esquí de fons en categoria masculina. La prova es disputà el dia 23 de febrer de 1952 a les instal·lacions d'Oslo.

## Comitès participants
Hi participaren un total de 52 esquiadors de 13 comitès nacionals diferents.
| - Alemanya (4) - Àustria (4) - Bulgària (4) - Estats Units (4) - Finlàndia (4) - França (4) - Islàndia (4) |  | - Itàlia (4) - Noruega (4) - Romania (4) - Suècia (4) - Suïssa (4) - Txecoslovàquia (4) |

## Resum de medalles
| Or                                                                  | Argent                                                                       | Bronze                                                                 |
| FinlàndiaHeikki Hasu · Urpo Korhonen · Paavo Lonkila · Tapio Mäkelä | NoruegaHallgeir Brenden · Magnar Estenstad · Mikal Kirkholt · Martin Stokken | SuèciaSigurd Andersson · Enar Josefsson · Martin Lundström · Nils Täpp |

## Resultats
| Posició | Equip          | Esquiadors            | Temps | Final   |
| ------- | -------------- | --------------------- | ----- | ------- |
| 1       | Finlàndia      | Heikki Hasu           | 35:01 | 2'20:16 |
| 1       | Finlàndia      | Paavo Lonkila         | 36:52 | 2'20:16 |
| 1       | Finlàndia      | Urpo Korhonen         | 36:19 | 2'20:16 |
| 1       | Finlàndia      | Tapio Mäkelä          | 38:53 | 2'20:16 |
| 2       | Noruega        | Magnar Estenstad      | 35:22 | 2'23:13 |
| 2       | Noruega        | Mikal Kirkholt        | 36:07 | 2'23:13 |
| 2       | Noruega        | Martin Stokken        | 36:39 | 2'23:13 |
| 2       | Noruega        | Hallgeir Brenden      | 37:35 | 2'23:13 |
| 3       | Suècia         | Nils Täpp             | 35:47 | 2'24:13 |
| 3       | Suècia         | Sigurd Andersson      | 35:37 | 2'24:13 |
| 3       | Suècia         | Enar Josefsson        | 35:43 | 2'24:13 |
| 3       | Suècia         | Martin Lundström      | 38:00 | 2'24:13 |
| 4       | França         | Gérard Perrier        | 34:06 | 2'31:11 |
| 4       | França         | Benoît Carrara        | 34:37 | 2'31:11 |
| 4       | França         | Jean Mermet           | 35:32 | 2'31:11 |
| 4       | França         | René Mandrillon       | 36:43 | 2'31:11 |
| 5       | Àustria        | Hans Eder             | 38:41 | 2'34:36 |
| 5       | Àustria        | Friedrich Krischan    | 38:46 | 2'34:36 |
| 5       | Àustria        | Karl Rafreider        | 38:26 | 2'34:36 |
| 5       | Àustria        | Josef Schneeberger    | 38:59 | 2'34:36 |
| 6       | Itàlia         | Arrigo Delladio       | 40:55 | 2'35:33 |
| 6       | Itàlia         | Nino Anderlini        | 40:07 | 2'35:33 |
| 6       | Itàlia         | Federico De Florian   | 40:05 | 2'35:33 |
| 6       | Itàlia         | Vincenzo Perruchon    | 44:01 | 2'35:33 |
| 7       | Alemanya       | Hubert Egger          | 40:27 | 2'36:37 |
| 7       | Alemanya       | Albert Mohr           | 39:50 | 2'36:37 |
| 7       | Alemanya       | Heinz Hauser          | 38:08 | 2'36:37 |
| 7       | Alemanya       | Rudi Kopp             | 39:56 | 2'36:37 |
| 8       | Txecoslovàquia | Vladimír Šimůnek      | 39:50 | 2'37:12 |
| 8       | Txecoslovàquia | Štefan Kovalčík       | 39:21 | 2'37:12 |
| 8       | Txecoslovàquia | Vlastimil Melich      | 39:58 | 2'37:12 |
| 8       | Txecoslovàquia | Jaroslav Cardal       | 40:30 | 2'37:12 |
| 9       | Suïssa         | Fritz Kocher          | 43:23 | 2'38:00 |
| 9       | Suïssa         | Walter Lötscher       | 41:16 | 2'38:00 |
| 9       | Suïssa         | Alfred Kronig         | 38:16 | 2'38:00 |
| 9       | Suïssa         | Alfons Supersaxo      | 40:51 | 2'38:00 |
| 10      | Romania        | Moise Crăciun         | 39:23 | 2'38:23 |
| 10      | Romania        | Manole Aldescu        | 40:24 | 2'38:23 |
| 10      | Romania        | Dumitru Frăţilă       | 39:44 | 2'38:23 |
| 10      | Romania        | Constantin Enache     | 40:18 | 2'38:23 |
| 11      | Islàndia       | Gunnar Pétursson      | 39:39 | 2'40:09 |
| 11      | Islàndia       | Ebenezer Thorarinsson | 43:06 | 2'40:09 |
| 11      | Islàndia       | Jón Kristjánsson      | 41:24 | 2'40:09 |
| 11      | Islàndia       | Ívar Stefánsson       | 37:49 | 2'40:09 |
| 12      | Estats Units   | George Hovland        | 37:48 | 2'53:28 |
| 12      | Estats Units   | John C. Burton        | 38:52 | 2'53:28 |
| 12      | Estats Units   | Theodore A. Farwell   | 37:59 | 2'53:28 |
| 12      | Estats Units   | Wendell Broomhall     | 38:00 | 2'53:28 |
| -       | Bulgària       | Ivan Staykov          | 38:00 | —       |
| -       | Bulgària       | Petar Kovachev        | 39:55 | —       |
| -       | Bulgària       | Vasil Gruev           | 42:58 | —       |
| -       | Bulgària       | Boris Stoev           | NF    | —       |

NF: no finalitzà